# Fußball-Club St. Pauli von 1910 2006-2007
Questa voce raccoglie le informazioni riguardanti il Fußball-Club St. Pauli von 1910 nelle competizioni ufficiali della stagione 2006-2007.

## Stagione
Nella stagione 2006-2007 il St. Pauli, allenato da Andreas Bergmann e Holger Stanislawski, concluse il campionato di Regionalliga nord al 1º posto. In Coppa di Germania il St. Pauli fu eliminato al primo turno dal Bayern Monaco.

## Rosa
| N. |                         | Ruolo | Calciatore            |
| -- | ----------------------- | ----- | --------------------- |
| 1  | Germania (bandiera)     | P     | Patrik Borger         |
| 2  | Germania (bandiera)     | D     | Florian Lechner       |
| 3  | Stati Uniti (bandiera)  | D     | Ian Joy               |
| 4  | Germania (bandiera)     | D     | Fabio Morena          |
| 5  | Germania (bandiera)     | C     | Hauke Brückner        |
| 6  | RD del Congo (bandiera) | C     | Michél Mazingu-Dinzey |
| 7  | Germania (bandiera)     | A     | Marvin Braun          |
| 8  | Germania (bandiera)     | C     | Florian Bruns         |
| 9  | Germania (bandiera)     | A     | Daniel Stendel        |
| 10 | Germania (bandiera)     | C     | Thomas Meggle         |
| 11 | Germania (bandiera)     | A     | Jens Scharping        |
| 12 | Germania (bandiera)     | C     | Timo Schultz          |
| 13 | Ghana (bandiera)        | C     | Charles Takyi         |
| 14 | Germania (bandiera)     | D     | Marcel Eger           |

| N. |                     | Ruolo | Calciatore           |
| -- | ------------------- | ----- | -------------------- |
| 15 | Senegal (bandiera)  | D     | Abdou Sall           |
| 16 | Germania (bandiera) | A     | Roman Prokoph        |
| 17 | Germania (bandiera) | C     | Fabian Boll          |
| 18 | Germania (bandiera) | C     | Jerry Opoku-Karikari |
| 19 | Germania (bandiera) | C     | Dirk Prediger        |
| 20 | Canada (bandiera)   | C     | Jonathan Bourgault   |
| 23 | Turchia (bandiera)  | A     | Ahmet Kuru           |
| 24 | Germania (bandiera) | D     | Carsten Rothenbach   |
| 26 | Francia (bandiera)  | A     | Morike Sako          |
| 27 | Albania (bandiera)  | A     | Jeton Arifi          |
| 31 | Germania (bandiera) | P     | Benedikt Pliquett    |
| 32 | Germania (bandiera) | P     | Timo Reus            |
| 33 | Germania (bandiera) | P     | Lennart Rotetzki     |
| 36 | Germania (bandiera) | A     | Clemens Lange        |

## Organigramma societario
Area tecnica
- Allenatore: Holger Stanislawski
- Allenatore in seconda: André Trulsen
- Preparatore dei portieri: Klaus-Peter Nemet
- Preparatori atletici:
- Analisi video:

## Calciomercato

### Sessione estiva
| Acquisti | Acquisti           | Acquisti             | Acquisti |
| R.       | Nome               | da                   | Modalità |
| -------- | ------------------ | -------------------- | -------- |
| A        | Clemens Lange      | Hansa Rostock        |          |
| C        | Jonathan Bourgault | St. Pauli U19        |          |
| A        | Marvin Braun       | Kickers Stoccarda    |          |
| C        | Florian Bruns      | Alemannia Aquisgrana |          |
| C        | Dirk Prediger      | Stoccarda U19        |          |
| A        | Roman Prokoph      | Ludwigsfelder        |          |
| P        | Timo Reus          | LR Ahlen             |          |
| D        | Carsten Rothenbach | Karlsruhe            |          |
| D        | Abdou Sall         | Forest Green         |          |
| A        | Daniel Stendel     | Hannover 96          |          |
| C        | Charles Takyi      | Amburgo              |          |

| Cessioni | Cessioni              | Cessioni            | Cessioni |
| R.       | Nome                  | a                   | Modalità |
| -------- | --------------------- | ------------------- | -------- |
| C        | Heiko Ansorge         | Kickers Emden       |          |
| D        | Ralph Gunesch         | Magonza             |          |
| D        | Jan-Philipp Kalla     | St. Pauli II        |          |
| D        | Ofosuhene Oduro-Opuni | Altona 93           |          |
| D        | Robert Palikuca       | Fortuna Düsseldorf  |          |
| A        | Khvicha Shubitidze    | Oststeinbeker SV    |          |
| C        | Johnny Sulentic       | Vancouver Whitecaps |          |
| C        | Dennis Tornieporth    | Kickers Emden       |          |
| A        | Sebastian Wojcik      | SV Wilhelmshaven    |          |

### Sessione invernale
| Acquisti | Acquisti   | Acquisti               | Acquisti |
| R.       | Nome       | da                     | Modalità |
| -------- | ---------- | ---------------------- | -------- |
| A        | Ahmet Kuru | Eintracht Braunschweig |          |

| Cessioni | Cessioni         | Cessioni        | Cessioni |
| R.       | Nome             | a               | Modalità |
| -------- | ---------------- | --------------- | -------- |
| C        | Łukasz Sosnowski | Rot-Weiß Erfurt |          |
| A        | Felix Luz        | Augusta         |          |

## Risultati

### Regionalliga

#### Girone di andata
| Arbitro: | Metzger |

|                                    |           |                   |
| Heinzmann 5’ Siberie 86’ Lejan 88’ | Marcatori | 90’ (rig.) Meggle |

| Arbitro: | Willenborg |

|                 |           |               |
| Meggle 27’, 80’ | Marcatori | 31’ Hünemeier |

| Arbitro: | Joerend |

|             |           |  |
| Hoffmann 4’ | Marcatori |  |

| Arbitro: | Trautmann |

|                         |           |            |
| Mazingu-Dinzey 57’, 78’ | Marcatori | 84’ Polenz |

| Arbitro: | Metzen |

|                                |           |  |
| Frahn 5’ Schmidt 29’ Čović 64’ | Marcatori |  |

| Amburgo 2 settembre 2006, ore 14:00 CEST 6ª giornata | St. Pauli | 0 – 0 referto | Union Berlino | Millerntor-Stadion (19 400 spett.)\| Arbitro: \| Gagelmann \| |
| Arbitro:                                             | Gagelmann |               |               |                                                               |

| Arbitro: | Winkmann |

|                                     |           |                                        |
| Isailovic 35’ Barten 43’ Kotula 89’ | Marcatori | 49’, 67’ (rig.) Luz 60’ Mazingu-Dinzey |

| Arbitro: | Gerber |

|              |           |  |
| Luz 13’, 52’ | Marcatori |  |

| Arbitro: | Seemann |

|            |           |           |
| Gibson 70’ | Marcatori | 38’ Takyi |

| 30 settembre 2006 10ª giornata |  | – turno di riposo |  |  |

| Amburgo 15 ottobre 2006, ore 14:00 CEST 11ª giornata | St. Pauli      | 0 – 0 referto | Amburgo II | Millerntor-Stadion (18 742 spett.)\| Arbitro: \| Schempershauwe \| |
| Arbitro:                                             | Schempershauwe |               |            |                                                                    |

| Arbitro: | Schriever |

|              |           |                     |
| Petersen 83’ | Marcatori | 40’ Takyi 60’ Braun |

| Arbitro: | Gräfe |

|           |           |  |
| Takyi 29’ | Marcatori |  |

| Arbitro: | Stachowiak |

|                |           |          |
| Großkreutz 86’ | Marcatori | 14’ Boll |

| Arbitro: | Schößling |

|                     |           |                               |
| Takyi 30’ Braun 32’ | Marcatori | 10’ Schanda 62’ Reichenberger |

| Arbitro: | Trautmann |

|                                 |           |  |
| Palikuca 10’ Lechner 46’ (aut.) | Marcatori |  |

| Arbitro: | Metzger |

|           |           |                |
| Braun 40’ | Marcatori | 13’ Brunnemann |

| Arbitro: | Kempter |

|                                    |           |  |
| Ludwig 42’, 45’ (rig.) Vorbeck 83’ | Marcatori |  |

| Arbitro: | Willenborg |

|               |           |  |
| Braun 8’, 12’ | Marcatori |  |

#### Girone di ritorno
| Arbitro: | Lupp |

|         |           |               |
| Luz 45’ | Marcatori | 78’ Heinzmann |

| Arbitro: | Borsch |

|  |           |          |
|  | Marcatori | 30’ Boll |

| Arbitro: | Frank |

|                       |           |  |
| Takyi 85’, 90’ (rig.) | Marcatori |  |

| Arbitro: | Frank |

|  |           |                      |
|  | Marcatori | 33’ Kuru 62’ Schultz |

| Arbitro: | Trautmann |

|                                     |           |  |
| Lechner 49’, 70’ Mazingu-Dinzey 55’ | Marcatori |  |

| Arbitro: | Schriever |

|                      |           |  |
| Patschinski 81’, 84’ | Marcatori |  |

| Arbitro: | Bornhöft |

|                              |           |  |
| Takyi 49’ (rig.) Stendel 53’ | Marcatori |  |

| Arbitro: | Borsch |

|                  |           |          |
| Schmidt 40’, 68’ | Marcatori | 38’ Boll |

| Arbitro: | Wenkel |

|                         |           |  |
| Schultz 34’ Stendel 54’ | Marcatori |  |

| 31 marzo 2007 29ª giornata |  | – turno di riposo |  |  |

| Amburgo 4 aprile 2007, ore 19:30 CEST 30ª giornata | Amburgo II | 0 – 0 referto | St. Pauli | AOL Arena (24 000 spett.)\| Arbitro: \| Henschel \| |
| Arbitro:                                           | Henschel   |               |           |                                                     |

| Arbitro: | Lupp |

|                      |           |  |
| Schultz 35’ Kuru 75’ | Marcatori |  |

| Arbitro: | Otte |

|                       |           |                                                    |
| Schnitzler 39’ (rig.) | Marcatori | 5’ Braun 23’ Meggle 57’ Bruns 69’ Schultz 85’ Kuru |

| Arbitro: | Gagelmann |

|                          |           |  |
| Sako 71’, 77’ Meggle 88’ | Marcatori |  |

| Osnabrück 5 maggio 2007, ore 14:00 CEST 34ª giornata | Osnabrück | 0 – 0 referto | St. Pauli | Osnatel Arena (18 415 spett.)\| Arbitro: \| Winkmann \| |
| Arbitro:                                             | Winkmann  |               |           |                                                         |

| Arbitro: | Fischer |

|                      |           |  |
| Meggle 30’ Braun 70’ | Marcatori |  |

| Arbitro: | Stachowiak |

|  |           |                                  |
|  | Marcatori | 54’ Mazingu-Dinzey 61’, 65’ Kuru |

| Arbitro: | Meyer |

|                                 |           |                |
| Takyi 14’ (rig.) Rothenbach 83’ | Marcatori | 45’, 90’ David |

| Arbitro: | Rafati |

|               |           |          |
| Lindemann 71’ | Marcatori | 60’ Kuru |

### Coppa di Germania
| Arbitro: | Wagner |

|             |           |                                 |
| Schultz 31’ | Marcatori | 46’ Podolski 105’ (aut.) Borger |

## Statistiche

### Statistiche di squadra
| Competizione      | Punti | In casa | In casa | In casa | In casa | In casa | In casa | In trasferta | In trasferta | In trasferta | In trasferta | In trasferta | In trasferta | Totale | Totale | Totale | Totale | Totale | Totale | DR  |
| Competizione      | Punti | G       | V       | N       | P       | Gf      | Gs      | G            | V            | N            | P            | Gf           | Gs           | G      | V      | N      | P      | Gf     | Gs     | DR  |
| ----------------- | ----- | ------- | ------- | ------- | ------- | ------- | ------- | ------------ | ------------ | ------------ | ------------ | ------------ | ------------ | ------ | ------ | ------ | ------ | ------ | ------ | --- |
| Regionalliga nord | 63    | 18      | 12      | 6       | 0       | 31      | 8       | 18           | 5            | 6            | 7            | 21           | 24           | 36     | 17     | 12     | 7      | 52     | 32     | +20 |
| Coppa di Germania | -     | 1       | 0       | 0       | 1       | 1       | 2       | 0            | 0            | 0            | 0            | 0            | 0            | 1      | 0      | 0      | 1      | 1      | 2      | -1  |
| Totale            | 63    | 19      | 12      | 6       | 1       | 32      | 10      | 18           | 5            | 6            | 7            | 21           | 24           | 37     | 17     | 12     | 8      | 53     | 34     | +19 |

### Andamento in campionato
| Giornata  | 1  | 2  | 3  | 4  | 5  | 6  | 7  | 8  | 9  | 10 | 11 | 12 | 13 | 14 | 15 | 16 | 17 | 18 | 19 | 20 | 21 | 22 | 23 | 24 | 25 | 26 | 27 | 28 | 29 | 30 | 31 | 32 | 33 | 34 | 35 | 36 | 37 | 38 |
| --------- | -- | -- | -- | -- | -- | -- | -- | -- | -- | -- | -- | -- | -- | -- | -- | -- | -- | -- | -- | -- | -- | -- | -- | -- | -- | -- | -- | -- | -- | -- | -- | -- | -- | -- | -- | -- | -- | -- |
| Luogo     | T  | C  | T  | C  | T  | C  | T  | C  | T  |    | C  | T  | C  | T  | C  | T  | C  | T  | C  | C  | T  | C  | T  | C  | T  | C  | T  | C  |    | T  | C  | T  | C  | T  | C  | T  | C  | T  |
| Risultato | P  | V  | P  | V  | P  | N  | N  | V  | N  |    | N  | V  | V  | N  | N  | P  | N  | P  | V  | N  | V  | V  | V  | V  | P  | V  | P  | V  |    | N  | V  | V  | V  | N  | V  | V  | N  | N  |
| Posizione | 16 | 10 | 13 | 10 | 12 | 14 | 13 | 10 | 12 | 12 | 12 | 10 | 10 | 11 | 11 | 11 | 12 | 13 | 12 | 12 | 11 | 10 | 5  | 4  | 4  | 4  | 6  | 3  | 4  | 4  | 2  | 1  | 1  | 1  | 1  | 1  | 1  | 1  |

Legenda:

Luogo: C = Casa; T = Trasferta. Risultato: V = Vittoria; N = Pareggio; P = Sconfitta.

### Statistiche dei giocatori
| Giocatore         | Regionalliga nord | Regionalliga nord | Regionalliga nord | Regionalliga nord | Coppa di Germania | Coppa di Germania | Coppa di Germania | Coppa di Germania | Totale   | Totale | Totale      | Totale     |
| Giocatore         | Presenze          | Reti              | Ammonizioni       | Espulsioni        | Presenze          | Reti              | Ammonizioni       | Espulsioni        | Presenze | Reti   | Ammonizioni | Espulsioni |
| ----------------- | ----------------- | ----------------- | ----------------- | ----------------- | ----------------- | ----------------- | ----------------- | ----------------- | -------- | ------ | ----------- | ---------- |
| J. Arifi          | 18                | 0                 | 1                 | 0                 | 1                 | 0                 | 0                 | 0                 | 19       | 0      | 1           | 0          |
| F. Boll           | 28                | 3                 | 5                 | 0                 | 1                 | 0                 | 0                 | 0                 | 29       | 3      | 5           | 0          |
| P. Borger         | 31                | 0                 | 0                 | 0                 | 1                 | 0                 | 0                 | 0                 | 32       | 0      | 0           | 0          |
| J. Bourgault      | 4                 | 0                 | 0                 | 0                 | 0                 | 0                 | 0                 | 0                 | 4        | 0      | 0           | 0          |
| M. Braun          | 22                | 7                 | 2                 | 1                 | 0                 | 0                 | 0                 | 0                 | 22       | 7      | 2           | 1          |
| F. Bruns          | 30                | 1                 | 5                 | 0                 | 1                 | 0                 | 0                 | 0                 | 31       | 1      | 5           | 0          |
| H. Brückner       | 9                 | 0                 | 1                 | 0                 | 1                 | 0                 | 0                 | 0                 | 10       | 0      | 1           | 0          |
| M. Eger           | 34                | 0                 | 8                 | 0                 | 1                 | 0                 | 1                 | 0                 | 35       | 0      | 9           | 0          |
| I. Joy            | 13                | 0                 | 1                 | 1                 | 1                 | 0                 | 0                 | 0                 | 14       | 0      | 1           | 1          |
| A. Kuru           | 15                | 6                 | 1                 | 0                 | 0                 | 0                 | 0                 | 0                 | 15       | 6      | 1           | 0          |
| C. Lange          | 12                | 0                 | 1                 | 0                 | 0                 | 0                 | 0                 | 0                 | 12       | 0      | 1           | 0          |
| F. Lechner        | 28                | 2                 | 5                 | 1                 | 1                 | 0                 | 0                 | 0                 | 29       | 2      | 5           | 1          |
| F. Luz            | 13                | 5                 | 3                 | 1                 | 1                 | 0                 | 0                 | 0                 | 14       | 5      | 3           | 1          |
| M. Mazingu-Dinzey | 31                | 5                 | 0                 | 0                 | 1                 | 0                 | 1                 | 0                 | 32       | 5      | 1           | 0          |
| T. Meggle         | 30                | 6                 | 7                 | 0                 | 1                 | 0                 | 0                 | 0                 | 31       | 6      | 7           | 0          |
| F. Morena         | 35                | 0                 | 9                 | 0                 | 1                 | 0                 | 0                 | 1                 | 36       | 0      | 9           | 1          |
| J. Opoku-Karikari | 1                 | 0                 | 0                 | 0                 | 0                 | 0                 | 0                 | 0                 | 1        | 0      | 0           | 0          |
| B. Pliquett       | 5                 | 0                 | 0                 | 0                 | 0                 | 0                 | 0                 | 0                 | 5        | 0      | 0           | 0          |
| D. Prediger       | 4                 | 0                 | 0                 | 0                 | 0                 | 0                 | 0                 | 0                 | 4        | 0      | 0           | 0          |
| R. Prokoph        | 10                | 0                 | 0                 | 0                 | 0                 | 0                 | 0                 | 0                 | 10       | 0      | 0           | 0          |
| T. Reus           | 0                 | 0                 | 0                 | 0                 | 0                 | 0                 | 0                 | 0                 | 0        | 0      | 0           | 0          |
| L. Rotetzki       | 0                 | 0                 | 0                 | 0                 | 0                 | 0                 | 0                 | 0                 | 0        | 0      | 0           | 0          |
| C. Rothenbach     | 33                | 1                 | 2                 | 0                 | 1                 | 0                 | 0                 | 0                 | 34       | 1      | 2           | 0          |
| M. Sako           | 14                | 2                 | 4                 | 0                 | 0                 | 0                 | 0                 | 0                 | 14       | 2      | 4           | 0          |
| A. Sall           | 0                 | 0                 | 0                 | 0                 | 0                 | 0                 | 0                 | 0                 | 0        | 0      | 0           | 0          |
| J. Scharping      | 11                | 0                 | 0                 | 0                 | 0                 | 0                 | 0                 | 0                 | 11       | 0      | 0           | 0          |
| T. Schultz        | 26                | 4                 | 11                | 0                 | 1                 | 1                 | 0                 | 0                 | 27       | 5      | 11          | 0          |
| D. Stendel        | 15                | 2                 | 1                 | 0                 | 0                 | 0                 | 0                 | 0                 | 15       | 2      | 1           | 0          |
| C. Takyi          | 28                | 8                 | 4                 | 0                 | 0                 | 0                 | 0                 | 0                 | 28       | 8      | 4           | 0          |